# Tramvajová rychlodráha v Kryvém Rihu
Město Kryvyj Rih má kromě klasické pouliční tramvajové sítě také částečně podpovrchovou rychlodráhu (ukrajinsky Криворізький швидкісний трамвай, Kryvorizkyj švydkisnyj tramvaj, běžně označovaná jako Метротрам, Metrotram, nebo také rusky Криворожский скоростной трамвай, Krivorožskij skorostnoj tramvaj). Stavěna byla podle norem pro metro, jezdí na ní běžné tramvajové vozy. Celou tramvajovou síť včetně rychlodráhy provozuje městský podnik Švydkisnyj tramvaj.
Rychlodráha je tvořena jednou dvoukolejnou tratí o délce 17,7 km se čtyřmi smyčkami. Na trati se nachází 11 stanic, které obsluhují čtyři linky. Několik úseků o celkové délce 6,8 km (40 %) se čtyřmi stanicemi je podzemních, dále tři stanice s podzemním vestibulem a dvě stanice na estakádách. U konečné stanice Kilceva je rychlodráha propojena krátkou spojkou s tratí pouliční tramvaje, kterou využívají dvě rychlodrážní linky, jež pokračují dále po běžných pouličních tratích.

## Historie
Existuje několik teorií, proč právě Kryvyj Rih byl vybrán jako místo pro novou linku rychlodrážní tramvaje (například blízkost k Dněpropetrovsku, nebo také spojitost s životem Leonida Iljiče Brežněva; tyto domněnky však nejsou potvrzeny). Oficiálně byla jako hlavní důvod ale uváděna velikost města. 
Stavět se tedy začalo roku 1972 a o čtrnáct let později, 26. prosince 1986, se konalo slavnostní otevření. Kryvyj Rih se tak stal prvním městem s vlastní tratí podpovrchové tramvaje na Ukrajině a druhou v rámci bývalého SSSR. K prvnímu rozšíření došlo již roku 1989, když byly otevřeny stanice Džeržinskaja, Dom Sovětov, Prospekt Metallurgov a Kolcevaja tvořící dnes jižní část celého systému. Vzhledem k rozpadu SSSR na konci roku 1991 a plnému rozvinutí hluboké hospodářské krize však byla následně další výstavba zastavena. První novou vlaštovkou se staly až nové úseky otevřené roku 1999 – jedná se o stanice Industrialnaja a Zarečnaja. 19. června následujícího roku k nim přibyla ještě stanice Elektrozavodskaja. V téže době také došlo k oddělení stanice Ploščaď truda od hlavní trasy a vytvoření tak současného systému dvou linek. Roku 2001 byla k síti přidána zatím poslední ze stanic – Gorodskaja Boľnica. 
V současné době[kdy?] se pracuje jednak na výstavbě stanic nových (například Šerstoprjadilnaja), jednak na přestavbě celého systému podle koncepce klasického metra. První změnou bylo nové logo v roce 2003 – písmena ŠT (ШТ z Швидкісний Tрамвай, Švydkisnyj Tramvaj) nahradilo písmeno M jako symbol metra i tzv. Metrotramvaje. Přesto však oficiální název dráhy změněn nebyl a zůstává tak stále stejný. V budoucnosti se plánuje i výstavba nových dalších dvou linek i prodloužení té současné.

## Vozový park
Vozový park tvoří tramvajové vozy české výroby typu T3 a sovětské typu KTM-11/11T. Jezdí na kolejích o rozchodu 1520 mm. V budoucnu se uvažuje o pořízení vlaků obvyklých na rychlodrážních provozech.

## Stanice
- Zarična
- Elektrozavodska
- Vovnoprjadylna
- Industrialna
- Majdan Praci (na větvi, mimo hlavní trasu)
- Imeni Hutovskoho
- Miska Likarnija
- Majdan Artema
- Dzeržinska
- Budynok Rad
- Prospekt Metalurhiv
- Kilceva